# Otto Gönnenwein
Richard Otto Gönnenwein (* 16. Mai 1896 in Heilbronn; † 9. Januar 1963 in Heidelberg) war ein deutscher Jurist, Hochschullehrer und Politiker (FDP/DVP).

## Leben und Beruf
Gönnenwein studierte Philosophie, Geschichte, Volkswirtschaft und Rechtswissenschaft an den Universitäten in Tübingen und Heidelberg. Nachdem er 1917 bei Eberhard Gothein an der Ruprecht-Karls-Universität Heidelberg mit der Arbeit Württemberg und die Vereinheitlichung des deutschen Eisenbahnwesens zum Dr. phil. promoviert worden war, beendete er sein Studium 1919 mit dem ersten und 1921 mit dem zweiten juristischen Staatsexamen. Anschließend trat er in den württembergischen Staatsdienst ein und war im Landratsamt in Heilbronn tätig. Er wurde 1940 an der Eberhard Karls Universität Tübingen mit der Arbeit Die Freiheit der Flußschiffahrt zum Dr. jur. promoviert und wirkte danach als Dozent.
Gönnenwein habilitierte sich 1946 an der Heidelberger Universität und wurde dort 1949 ordentlicher Professor für Deutsche Rechtsgeschichte und Öffentliches Recht. Von 1952 bis 1963 war er Studienleiter an der Verwaltungs- und Wirtschaftsakademie (VWA) Württemberg.

## Politik
Gönnenwein amtierte vom 20. Juli 1930 bis 1948 als Oberbürgermeister der Stadt Schwenningen. Die „Bemühungen der Gauleitung Württemberg-Hohenzollern und der Parteikanzlei der NSDAP, den (seinerzeit ‚versehentlich‘ nicht als Freimaurer in den Ruhestand versetzten) 1932 auf Lebenszeit zum Oberbürgermeister von Schwenningen berufenen [...] aus seinem Amt zu entfernen“ scheiterten, da das Reichsinnenministerium 1944 keinen rechtsförmigen Weg für „eine Versetzung“ oder für „eine Übernahme in den Reichsdienst wegen Logenzugehörigkeit“ sah.
Nach dem Zweiten Weltkrieg trat Gönnenwein in die DVP in Württemberg-Baden ein, die 1952 im Landesverband der FDP/DVP in Baden-Württemberg aufging. Er war von 1950 bis 1952 Landtagsabgeordneter im Landtag von Württemberg-Baden und 1952/53 Mitglied der Verfassunggebenden Landesversammlung Baden-Württembergs. Dem Landtag von Baden-Württemberg gehörte er von 1953 bis zu seinem Tode an. Hier war er von 1953 bis 1956 Vorsitzender der FDP/DVP-Fraktion. Nach seinem Tod rückte Alfred Grittmann für ihn in den Landtag nach. Gönnenwein war 1954/55 Mitglied im FDP-Bundesvorstand.

## Ehrungen
- 1953: Großes Verdienstkreuz der Bundesrepublik Deutschland
- 1954: Ordentliches Mitglied der Heidelberger Akademie der Wissenschaften
- Otto-Gönnenwein-Straße in Villingen-Schwenningen

## Schriften
- Württemberg und die Vereinheitlichung des deutschen Eisenbahnwesens, phil. Dissertation, Heidelberg 1917.
- Das Stapel- und Niederlagsrecht. Böhlau, Weimar 1939.
- Die Freiheit der Flußschiffahrt, jur. Dissertation, Tübingen 1940.
- Die Rechtsgeschichte des Bodensees bis zum Dreißigjährigen Krieg. In: Schriften des Vereins für Geschichte des Bodensees und seiner Umgebung, 69. Jg. 1949/50, S. 27–61 (Digitalisat).
- mit Erich Kaufmann, Martin Drath, Hans Julius Wolff: Die Grenzen der Verfassungsgerichtsbarkeit. Die Gestaltung des Polizei- und Ordnungsrechts in den einzelnen Besatzungszonen. Verhandlungen der Tagung der Deutschen Staatsrechtslehrer zu München am 20. und 21. Oktober 1950. Mit einem Auszug aus der Aussprache. de Gruyter, Berlin 1952.
- Gemeinderecht. Mohr Siebeck, Tübingen 1963.